# Allô... l'assassin vous parle
Allô... l'assassin vous parle (titre original The 3rd Voice) est un film américain réalisé par Hubert Cornfield, sorti en 1960.

## Fiche technique
- Titre : Allô... l'assassin vous parle
- Titre original : The 3rd Voice
- Réalisateur : Hubert Cornfield
- Scénario : Hubert Cornfield d'après le roman All the Way de Charles Williams
- Musique : Johnny Mandel
- Producteurs : Hubert Cornfield, Maury Dexter
- Maison de production : 20th Century Fox
- Durée : 79 minutes
- Film en noir et blanc
- Genre : Film policier, thriller, drame
- Dates de sortie :
  - 5 mars 1960  États-Unis
  - juin 1960  Autriche
  - 3 juin 1960  Allemagne de l'Ouest
  - 7 juillet 1960  Mexique
  - 29 août 1960  Danemark
  - 26 mars 1962  Espagne
- Affiche : Boris Grinsson (France)

## Distribution
- Edmond O'Brien : La Voix
- Julie London : Corey Scott
- Laraine Day : Marian Forbes
- Olga San Juan : Prostituée blonde
- George Eldredge : Juge Kendall
- Tom Hernández : Réceptionniste
- Abel Franco : Inspecteur de police
- Edward Colmans : Carreras
- Tom Daly : Toursite au bar
- Ralph Brooks : Harris Chapman
- Lucille Curtis  : Mme Kendall
- Shirley O'Hara : Secrétaire de Carreras
- Raoul De Leon : Banquier
- Sylvia Ray : Caissier Hotel Miramar
- Roque Ybarra : Fisherman
- Jorge Treviño : Capitaine Campos